# Kyle Giersdorf
Bugha, mit bürgerlichem Namen Kyle Giersdorf (* 30. Dezember 2002), ist ein professioneller Fortnite-Battle-Royale-Spieler aus den USA. 

## Leben
Giersdorfs Großvater nannte seinen Enkel Bugha, daher das Pseudonym, das Giersdorf heute benutzt. In Kontakt mit Fortnite kam er durch seinen Vater, der ebenfalls ein Gamer ist. Seine Fortnite-Karriere begann 2018. 2019 gewann er im Alter von 16 Jahren den Fortnite World Cup, die erste Weltmeisterschaft des Videospiels Fortnite überhaupt. Er konnte sich hier gegen 40 Millionen weitere Teilnehmer durchsetzen. Er war dreifacher FNCS-Champion (2021, 2022).
Bugha spielte zunächst für No Clout, danach von 2019 bis 2022 für Sentinels und steht seit 2023 beim E-Sport-Team Dignitas unter Vertrag. Neben seinen Erfolgen im E-Sport ist er auch als Content Creator aktiv.
Im Juli 2021 gab Epic Games Bugha ein eigenes Outfit im Spiel als Teil der Fortnite Icon Series zusammen mit Personen wie dem Fußballspieler Neymar und der Sängerin Billie Eilish.

### Hacks
Einige Stunden nach seinem Sieg im Fortnite World Cup wurde sein X (Twitter) und Twitch gehackt.